# Remember the Daze
Remember the Daze, originalmente intitulado The Beautiful Ordinary, (Brasil: Beleza Ordinária ) é um filme estadunidense de comédia dramática de 2007 lançado nos cinemas em abril de 2008. O filme foi dirigido por Jess Manafort. O enredo do filme foi descrito como "um vislumbre do deserto adolescente do subúrbio de 1999, que se passa ao longo de 24 horas, e os adolescentes que abrem caminho até o último dia de escola no último ano do último milênio."
O filme foi selecionado como um dos oito filmes concorrentes na Competição de Narrativa no Festival de Cinema de Los Angeles de 2007 , que ocorreu de 21 de junho a 1 ° de julho.  Esta foi a estreia mundial do filme.
Em fevereiro de 2008, o título do filme foi alterado de The Beautiful Ordinary. Foi lançado em dois cinemas em Los Angeles, um em Nova York e um em Washington, DC em 11 de abril de 2008 e foi lançado em DVD em 3 de junho de 2008. O filme foi filmado principalmente em Wilmington, Carolina do Norte, durante maio de 2006.

## Enredo
No último dia de aula em 1999, vários adolescentes do subúrbio decidem se drogar e festejar. Julia Ford (Amber Heard) se sente frustrada porque seu namorado foi reprovado no último ano da escola e deve repeti-lo. Sem saber se deve ou não ficar com ele, ela decide tentar ficar com o namorado abusivo de sua amiga Stacey Cherry (Marnette Patterson) na esperança de que, ao dormir com ele, Stacey finalmente deixe seu namorado e Julia descubra se ela quer ou não ficar com o próprio namorado.
Depois que seus amigos a provocam por nunca ter tido um namorado, Brianne (Melonie Diaz) começa a flertar abertamente com o traficante de drogas Mod. Isso incita a raiva de Dawn, pois, sem o conhecimento do resto de seus amigos, Brianne e Dawn estão namorando secretamente.
Tori (Leighton Meester) planeja comer cogumelos com sua melhor amiga Sylvia, mas quer adiar até que termine de cuidar de sua babá. Quando Sylvia pega os cogumelos quando eles estão cuidando das crianças, Tori decide se juntar a ela e as duas acabam se esquivando de suas tarefas de babá.
Todos se reúnem no campo de futebol, onde uma luta começa. Julia não faz sexo com o namorado de Stacey enquanto ele a deixa no meio de um namoro. Stacey faz sexo com Riley, que estava desesperada para perder a virgindade, finalmente usando o fato de que ela traiu o namorado como uma desculpa para terminar com ele. Apesar da vontade de Dawn de revelar seu relacionamento a público, Brianne insiste que eles continuem fechados.
De manhã, Thomas, um fotógrafo tímido que anda à margem do grupo, revela as fotografias dos acontecimentos do dia anterior.

## Elenco
- Amber Heard como Julia Ford
- Melonie Diaz como Brianne
- Marnette Patterson como Stacey Cherry
- Alexa Vega como Holly
- Leighton Meester como Tori
- Wesley Jonathan como Biz
- Aaron Himelstein como Riley
- Chris Marquette como Felix
- John Robinson como Bailey
- Lyndsy Fonseca como Dawn
- Sean Marquette como Mod
- Khleo Thomas como Dylan
- Shahine Ezell como Eddie
- Katrina Begin como Sylvia
- Charles Chen como Thomas
- Caroline Dollar como Kiki
- Max Hoffman como Zack
- Sunny Doench como Sra. Turner
- Moira Kelly como Sra. Ford
- Brie Larson como Angie Ford
- Douglas Smith como Pete
- Stella Maeve como Lighty
- Michael Welch como Stephen

## Recepção
No agregador de críticas Rotten Tomatoes, na pontuação onde a equipe do site categoriza as opiniões da grande mídia e da mídia independente apenas como positivas ou negativas, tem um índice de aprovação de 0% calculado com base em 7 comentários dos críticos. Por comparação, com as mesmas opiniões sendo calculadas usando uma média aritmética ponderada, a nota alcançada é 3,9/10.
Em outro agregador, o Metacritic, que calcula as notas das opiniões usando somente uma média aritmética ponderada de determinados veículos de comunicação em maior parte da grande mídia, tem uma pontuação de 36/100, alcançada com base em 6 avaliações da imprensa anexadas no site, com a indicação de "revisões geralmente desfavoráveis".